# Vanessa Leimenstoll
Vanessa Leimenstoll (* 1. März 2001 in Karlsruhe) ist eine deutsche Fußballspielerin. Seit dem 1. Juli 2024 ist sie Vertragsspielerin des 1. FC Köln.

## Karriere

### Vereine
Leimenstoll begann für die im Rheinstettener Stadtteil Forchheim ansässigen Sportfreunde Forchheim mit dem Fußballspielen. Im weiteren Verlauf gehörte sie der Jugendmannschaft des Karlsruher SC bis ins Jahr 2017 an, bevor sie zur Saison 2017/18 in die B-Jugendmannschaft der TSG 1899 Hoffenheim wechselte. Für diese bestritt sie neun Punktspiele in der Staffel Süd der B-Juniorinnen-Bundesliga und erzielte zwei Tore. Zur Saison 2018/19 rückte sie in die zweite Mannschaft auf, für die sie in der 2. Bundesliga in 18 Saisonspielen eingesetzt wurde und zwei Tore erzielte. In den folgenden zwei Saisonen bestritt sie insgesamt 22 Punktspiele, in denen sie 16 Tore erzielte. Zur Saison 2021/22 rückte sie in die erste Mannschaft auf, für die sie ihre ersten elf Punktspiele in der Bundesliga bestritt. Ihr Debüt in der höchsten Spielklasse gab sie am 5. September 2021 (2. Spieltag) beim 2:1-Sieg im Auswärtsspiel gegen den 1. FC Köln mit Einwechslung für Jule Brand in der 80. Minute. Für die zweite Mannschaft spielte sie noch einmal am 1. Mai 2022 (22. Spieltag) bei der 0:3-Niederlage im Heimspiel gegen die SG 99 Andernach. Nach Ablauf der Saison 2022/23 trug sie sich in 14 Punktspielen einmal in die Torschützenliste ein.
Am 27. Juni 2024 wurde ihre Verpflichtung zur Saison 2024/25 auf der Website des Bundesligisten 1. FC Köln öffentlich.

### Auswahlmannschaft
Leimenstoll kam als Spielerin der Auswahlmannschaften des Badischen Fußballverbandes in den Altersklassen U14, U16 und U18 von 2015 bis 2018 in jeweils vier Spielen um den DFB-Länderpokal an der Sportschule Wedau in Duisburg zum Einsatz.

## Erfolge
- Torschützenkönigin 2. Bundesliga Süd 2021 (mit 14 Toren)